# Cafunfo
Cafunfo és una vila al nord-est d'Angola, a la província de Lunda-Nord, dominada per les indústries formals i informals d'extracció de diamants. La zona compta amb nombrosos dipòsits de diamants al·luvials.
Durant els anys 1980 i 1990 va ser objecte d'intensos combats entre la Unió Nacional per a la Independència Total d'Angola (UNITA) i les Forces Armades Populars d'Alliberament d'Angola (FAPLA) o les Forces Armades Angoleses en múltiples ocasions; i almenys en dues ocasions miners estrangers van ser segrestats per UNITA durant aquest període, implicant en una ocasió una marxa forçada a la seu d'UNITA a Jamba al sud del país.
Tot i les importants inversions en infraestructura i desenvolupament per part del Govern d'Angola i les empreses de diamants, en cada ocasió que UNITA va capturar la ciutat i després la va perdre, el moviment rebel transporta equips i infraestructura a altres llocs abans de la marxa, deixant Cafunfo sense bases per a la prosperitat econòmica. Tot i la fi de la Guerra Civil angolesa hi ha hagut incidents entre la policia angolesa i militants d'UNITA.
La mineria formal no recomençar després de la captura pel govern a mitjans de la dècada de 1990 i l'àrea es va convertir en una fortalesa per a l'extracció de diamants informal. A través dels períodes de tensió només era possible arribar a Cafunfo per via aèria. És servit per l'aeroport de Cafunfo.
En els darrers anys s'hi ha desenvolupat el Movimento Protectorado Lunda Tchokwe, de caràcter autonomista, que sovint ha patit represàlies de les autoritats angoleses.